# Gaz des marais
Le gaz des marais (en anglais marsh gas, swamp gas ou bog gas) est un mélange de méthane, de sulfure d'hydrogène et de dioxyde de carbone, produit naturellement dans certains marais, marécages, et tourbières géographiques.
Le gaz des marais est aussi en français le nom donné par les anciens chimistes au méthane.
La surface des marais, des marécages et des tourbières est initialement une végétation poreuse qui pourrit pour former une croûte qui empêche l’oxygène d’atteindre la matière organique piégée au-dessous. Telle est la condition qui permet la digestion anaérobie et la fermentation de tout matériel végétal ou animal produisant accidentellement du méthane (méthanisation).
Dans certains cas, la chaleur, le combustible et l'oxygène sont suffisants pour permettre à la combustion spontanée et aux incendies souterrains de se consumer pendant un temps considérable, comme cela s'est produit dans une réserve naturelle en Espagne. De tels incendies peuvent provoquer un affaissement de surface présentant un risque physique imprévisible, ainsi que des modifications de l'environnement ou des dommages à l'environnement local et à l'écosystème qu'il soutient.
La génération de gaz combustible, vraisemblablement du méthane, fut signalée par Pline dès l'Empire romain. Les manifestations légendaires de la méthanogenèse incluent les feux follets, supposés résulter de la combustion spontanée de gaz des marais, et les dragons cracheurs de feu, supposés avoir résulté de l'inflammation accidentelle de méthane éructé par les ruminants. L'association étroite entre le matériel végétal en décomposition et la génération d'air combustible fut décrite pour la première fois par Alessandro Volta en 1776, lorsqu'il rapporta que le gaz libéré par l'agitation des sédiments des marais et des lacs produisait une flamme bleue lorsqu'il était enflammé par une bougie. Antoine Béchamp établit le premier que la méthanogenèse est un processus microbien ; assertion corroborée par d'autres tout au long du reste du XIXe et du début du XXe siècle,. 
La méthanogenèse biologique est catalysée exclusivement par des micro-organismes procaryotes unicellulaires, classés comme archées méthanogènes. Ces micro-organismes nécessitent des conditions anaérobies strictes pour leur croissance. Un potentiel redox très faible est requis pour ce processus, et la production de CH4 ne commence pas tant que la réduction de l'oxygène moléculaire, des nitrate, fer (III), manganèse (IV) et sulfate (qui maintiennent tous le potentiel à des niveaux plus élevés) est terminée. Ces conditions à faible redox se trouvent principalement dans les sols où l'engorgement prolongé est une caractéristique normale, dont les zones humides naturelles et les rizières inondées, et sous la couverture du sol des décharges fermées, ainsi que dans les sédiments au fond des lacs.  La méthanogenèse est omniprésente dans des environnements comprenant des sédiments d'eau douce et marins, des roches souterraines profondes, des évents hydrothermaux sous-marins, mais aussi chez les ruminants de même que dans le côlon humain, ce qui provient du fait que les méthanogènes sont morphologiquement et physiologiquement diversifiés. 
Les composés organiques qui fournissent le carbone pour la formation de méthane dans les marais, les tourbières et les sols inondés sont libérés des racines vivantes ou proviennent de la dégradation des restes de plantes. Le méthane est acheminé à la surface en passant par l'eau où il est partiellement oxydé, formant éventuellement des bulles à la surface de l'eau, ou par les aérenchymes de certaines plantes vasculaires.
L'irruption du paludisme était étroitement associée et erronément imputée à l'odeur dégagée par les marais, d'où l'autre nom du paludisme, malaria, dérivé de l'italien mal'aria, « mauvais air », qui prévaut chez les anglophones et les italophones. L'odeur est principalement due au sulfure d'hydrogène. En milieu anoxique toujours, la production de H2S est le fait de micro-organismes sulfato-réducteurs. Les bactéries réductrices de soufre (en) et les méthanogènes sont les oxydants terminaux les plus importants dans les environnements anoxiques.